# 쓰보이 고조
쓰보이 고조(일본어: 坪井航三, 1843년 4월 6일 - 1898년 2월 1일)는 일본의 막부 말기부터 메이지 시대의 조슈번 의사, 해군 군인이다. 해군 중장으로 종삼위 훈이등 공삼급 남작의 작위를 받았다. 아명은 노부지로(信次郎), 훗날 노리미츠(則光)로 불렸다. ‘미스터 단종진’(單從陣)이라는 별명을 가지고 있다.

## 생애
스오국 미타지리(현 야마구치현 호후시) 출신의 의사 하라 다케시도의 차남으로 태어나 번의 의사로, 쓰보이 노부미치의 양자가 된다. 20살 때 코오신을 타고 외국선의 포격에 참여한다. 유격대 병사로서 보신 전쟁에 종군했다. 일본 제국 해군이 발족한 후 고테쓰칸(甲鉄艦)의 부장을 지냈다.
1871년 미국 해군 아시아 함대 사령관 존 로저스 휘하에 기함 콜로라도에 탑승하여 실습을 받았다. 1872년, 이임하고 귀국하는 로제즈 소장을 따라 미국으로 건너 가 워싱턴 DC에 있는 컬럼비아 바겐대학 부속 중학교(현재의 조지워싱턴 대학교)에서 수학을 했다. 1873년 12월의 국비유학생들의 일제 귀국 명령에 따라 1874년 7월 귀국했다. 귀국 후 ‘제1테에보오’(第一丁卯) 함장이 된다.
1894년 청일 전쟁 때 제1유격대 사령관을 맡는다. 단종진 전법을 주창하여 풍도 해전, 황해 해전에서 승리를 거둔다. 특히 황해 해전에서 단종진의 선두에 서서 지휘하면서 우월한 속도를 이용하여 북양 함대의 배후를 쳐서 해전의 주도권을 쥐는데 성공한다.
청일 전쟁이 시작될 때까지 일본 해군은 연일 단종진과 횡진 두 패로 나누어 모의 해전을 실시했지만, 쓰보이의 주창하는 단종진이 항상 이겼다. 그러나 당시 횡진을 유리하다고 주장하는 세력도 많았고, 단종진을 실전에 적용하는 것이 용기가 필요했다. 그는 단종진을 고집했고, 그가 지휘하는 제1유격대는 전투뿐만 아니라 정찰, 항해 때도 단종진의 진계를 무너뜨리지 않았다.
황해 해전에서 청나라 해군의 군함을 타고 일본 해군의 움직임을 지켜본 필로 맥기핀 미 해군 소령은 “일본 해군은 시종 질서 정연하게 단종진을 지켰고, 쾌속을 이용한 유리한 형태로 공격을 반복한 것은 놀라웠다”라고 일본 해군의 단종진을 높이 평가했다. 이후 단종진은 해전의 이론이 되었다.

## 연표
- 1870년 호쇼마루(鳳翔丸) 이등사관
- 1871년 6월 해군 대위 · 고테쓰칸(甲鉄艦) 부장· 해군 수업을 명 받음
  - 9월 미국 함 콜로라도(USS Colorado) 승무원
- 1872년 4월 미국 유학 (컬럼비아 바겐 대학 부속 중학교) (- * 1874년 7 월)
- 1874년 8월 해군 소령, 제1테에보오(第一丁卯) 함장
- 1875년 9월 비역
- 1876년 3월 나가사키 출장소 근무
  - 8월 제독부 근무
- 1877년 6월 요코스카 해군 조선소 근무
- 1878년 8월 사고로 폐문 49일.
- 1879년 2월 징제이 (迅鯨) 함장
  - 8월 포함 이와키(磐城) 함장
- 1881년 7월 규정 기관 근무
  - 8월 해군 중령
- 1882년 7월 니신(日進) 함장
- 1883년 8월 카이몬(海門) 함장
- 1884년 2월 군사부 제2과장
  - 12월 요코스카 조선소 차장
- 1885년 6월 해군 대령
- 1886년 1월 함정본부 차장
- 1887년 9월 화약 제조 소장
- 1889년 4월 다카치호 함장 겸 상비 소함대 참모장
- 1890년 ) 9월 해군 소장, 사세보 군항 사령관
- 1892년 ) 12월 해군사관학교장
- 1893년 ) 12월 해군대학교장
- 1894년 6월 상비함대 사령관 (제1유격대 사령관)
  - 12월 여순구 근거지 사령관
- 1895년 8월 남작
- 1896년 2월 해군 중장, 상비함대 사령장관
- 1897년 4월 요코스카 진수부 사령장관

## 참고서적
- Craig, Albert M. (1961). 《Chōshū in the Meiji Restoration》. Harvard University Press. ISBN 1-85043-569-3.
- Dupuy, Trevor N. (1992). 《Encyclopedia of Military Biography》. I B Tauris & Co Ltd. ISBN 1-85043-569-3.
- Schencking, J. Charles (2005). 《Making Waves: Politics, Propaganda, And The Emergence Of The Imperial Japanese Navy, 1868-1922》. Stanford University Press. ISBN 0-8047-4977-9.
- Volpicelli, Zenone. The China-Japan War, 런던, 1896.